# Colonia Raquel
Colonia Raquel é uma comuna da província de Santa Fé, na Argentina.